# Dany Snobeck
Dany Snobeck (ur. 2 maja 1946 roku w Tomblaine) – francuski kierowca wyścigowy i kierowca rajdowy.

## Kariera
Snobeck rozpoczął karierę w międzynarodowych wyścigach samochodowych w 1973 roku od startów we Francuskiej Formule Renault, gdzie raz stanął na podium. Z dorobkiem 31 punktów uplasował się tam na trzynastej pozycji w klasyfikacji generalnej. Rok później w tej samej serii był wicemistrzem. W późniejszych latach Francuz pojawiał się także w stawce Europejskiej Formuły 3, French Touring Car Championship, Brytyjskiej Formuły 3 BARC, World Challenge for Endurance Drivers, Renault 5 Turbo Eurocup, World Championship for Drivers and Makes, FIA World Endurance Championship, 24-godzinnego wyścigu Le Mans, Deutsche Tourenwagen Meisterschaft, French GT Championship oraz Francuskiego Pucharu Porsche Carrera.